# El Rosario (Hiszpania)
El Rosario – gmina i miasto w Hiszpanii, w prowincji Santa Cruz de Tenerife, we wspólnocie autonomicznej Wysp Kanaryjskich, o powierzchni 	39,43 km². W 2017 roku gmina liczyła 17 312 mieszkańców.